# キャムデンの戦い
キャムデンの戦い（キャムデンのたたかい、英: Battle of Camden）は、アメリカ独立戦争中の1780年8月16日に南部戦線のサウスカロライナ、キャムデンで、ホレイショ・ゲイツ将軍指揮の大陸軍とチャールズ・コーンウォリス将軍指揮のイギリス軍の間で戦われた重要な戦闘である。イギリス軍が大陸軍を一掃し、カロライナでのイギリス軍支配を確固たるものにした。

## 背景
イギリス軍は植民地北部での戦線が膠着状態の様相を呈していたため、植民地南部に目を転じ、1778年12月29日にアーチボルト・キャンベル中佐がジョージアのサバンナを占領し南部での拠点を築いた。イギリス軍のヘンリー・クリントン将軍は次に1780年5月12日にサウスカロライナのチャールストンを陥落させ、約5,000名の兵士を捕虜にした。クリントン将軍は南部の指揮をコーンウォリス卿に委ね、ニューヨークに帰還した。コーンウォリスはサウスカロライナ全体の征服を目指し、さらにノースカロライナへの侵攻を視野に置いた。
一方、大陸軍はベンジャミン・リンカーン少将に南部戦線の指揮を執らせたが、1779年10月にサバンナを奪還しようとして失敗し、チャールストンではリンカーンが捕まってしまった。大陸会議は急遽、サラトガの戦いで名声を上げたホレイショ・ゲイツ少将を南部戦線の指揮官に任命し、新たな部隊と共にサウスカロライナに送り込んだ。ゲイツは陸路北からサウスカロライナに入りその中央部まで進軍した。ゲイツの部隊戦力は3,052名と報告されているが、多くは経験の浅い民兵であった。

## 戦闘
ゲイツ軍はキャムデンの町に近付いていた。8月16日の未明2時頃、町の北でコーンウォリスの軍と遭遇した。両軍とも夜間の行軍で急襲をかけ、乱戦に持ち込もうと考えていた。夜明けと共に両軍は正面から向かい合う布陣を取った。ゲイツはカルプ男爵の正規兵部隊を右翼に、民兵を左翼に置き、まずカルプに前進を命じた。一方コーンウォリスも同じように右翼を前に出した。イギリス軍の攻勢で2,000名もいたはずのゲイツ軍の民兵が一斉に逃げ出した。イギリス軍の正規兵隊は旋回してカルプの側面を衝いた。旋回攻撃の中でカルプが馬を撃たれて落馬した。そこでカルプは3発の銃弾を浴び、銃剣で何度も刺された。カルプの友人で副官のル・シュバリエ・デュ・ビュイッソンが体でかばってそれ以上の攻撃を防いだ。頼みにしていた指揮官を失ったゲイツ軍は総崩れとなり、ほうほうの体で逃げ出した。サラトガの戦いで得たゲイツの名声はこの戦闘で完璧に失われてしまった。
大陸軍の損害は死傷者、捕虜合わせて1,000名、他に132名が行方不明となり、特にカルプ将軍を失った。大陸軍は南部戦線に用意していた物資の大半と全ての大砲を失うことにもなった。イギリス軍の損失は、死傷者合わせて313名、他に64名が行方不明となった。この戦闘は独立戦争の中でも大陸軍最大の敗北となった。

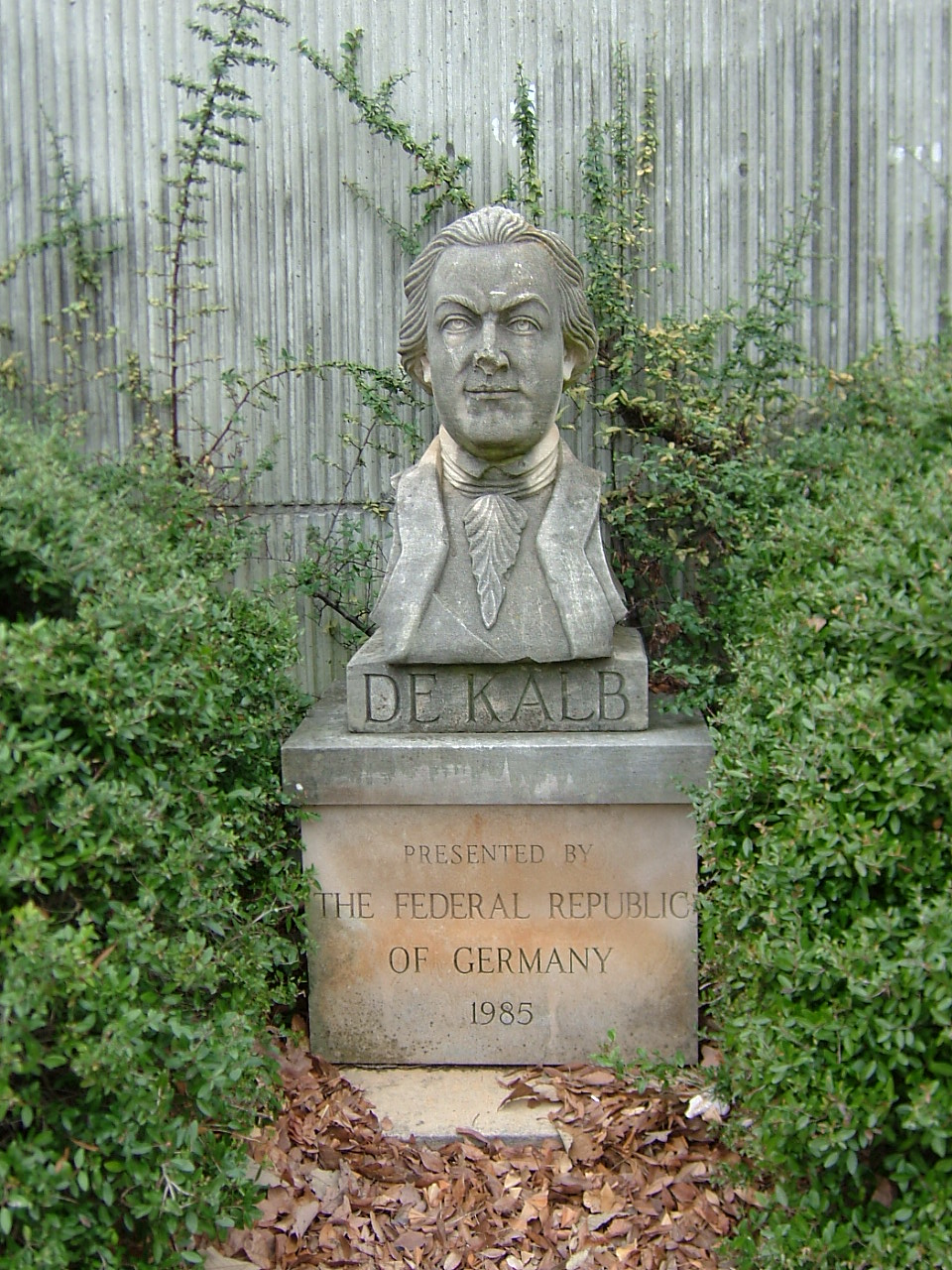
カルプ男爵の胸像

この戦いで戦死したヨハン・ド・カルプ男爵は、ドイツの出身の軍人で1777年秋に大陸軍に志願して参加した。南部戦線で自分ではなくゲイツが指揮を執ることになったので不満を抱いていたと言われる。カルプはこの戦闘後捕虜となり3日後に死んだ。カルプの遺体はキャムデンで埋葬された。カルプのアメリカ独立戦争に捧げられた死は、同時代人によって賞賛された。アメリカ合衆国内にはカルプに因んで名づけられた地名(DeKalb)が幾つかある。

## 戦闘の後
大陸軍南部戦線の指揮官ゲイツは直ぐに罷免され、ジョージ・ワシントンの右腕と言われたナサニエル・グリーン将軍が取って替わった。グリーンは、南部戦線の大陸軍が崩壊状態となっていたため、その後は軍組織の再編に専心し、イギリス軍との正面からの対決を避け続けた。機会があればコーンウォリスの軍隊を弱らせることに務め、キャムデンの戦いからほぼ1年後のヨークタウンの包囲戦につなげた。